# 梅树乡
梅树乡，是中华人民共和国四川省广元市昭化区曾经下辖的一个乡。2019年12月，撤销紫云乡，将原梅树乡潜力村、春花村、穿心村、梅岭村、梅树村、新力村所属行政区域划归卫子镇管辖，原梅树乡潼梓村、潼北村所属行政区域划归射箭镇管辖。

## 行政区划
梅树乡撤销前下辖以下地区：
梅树村、春花村、穿心村、潼梓村、梅岭村、潜力村、潼北村和新力村。